# Туфревиль
Туфреви́ль (фр. Touffréville) — коммуна во Франции, находится в регионе Нижняя Нормандия. Департамент коммуны — Кальвадос. Входит в состав кантона Троарн. Округ коммуны — Кан.
Код INSEE коммуны — 14698.

## Население
Население коммуны на 2010 год составляло 290 человек.
| 1962 | 1968 | 1975 | 1982 | 1990 | 1999 | 2010 |
| ---- | ---- | ---- | ---- | ---- | ---- | ---- |
| 226  | 248  | 262  | 254  | 281  | 292  | 290  |

## Экономика
В 2010 году среди 205 человек трудоспособного возраста (15—64 лет) 151 были экономически активными, 54 — неактивными (показатель активности — 73,7 %, в 1999 году было 70,6 %). Из 151 активных жителей работали 139 человек (79 мужчин и 60 женщин), безработных было 12 (5 мужчин и 7 женщин). Среди 54 неактивных 22 человека были учениками или студентами, 20 — пенсионерами, 12 были неактивными по другим причинам.